# Dírham de los Emiratos Árabes Unidos
El dírham, proveniente de los Emiratos Árabes Unidos, significa en árabe: درهم, y este a su vez del griego: δραχμή (signo: د.إ; código ISO 4217: AED). Es la moneda de curso legal de los Emiratos Árabes Unidos y está dividido en 100 fils (en árabe: فلس). También se puede encontrar abreviado como DH o Dhs.

## Historia
El dírham de los Emiratos Árabes Unidos se introdujo en 1973 para sustituir al rial catarí. La moneda de Catar, el riyal, había circulado desde 1966 en todos los emiratos, excepto en el de Abu Dabi, donde el dírham sustituyó al dinar bareiní con una tasa de cambio de 1 AED = 0,10 BHD. Antes de 1966, todos los emiratos utilizaron la rupia del Golfo. Durante la transición de la rupia al riyal catarí, tanto Catar como Dubái utilizaron el riyal saudí.
El 28 de enero de 1978, el dírham se fijó conforme a los Derechos Especiales de Giro del Fondo Monetario Internacional, pero en la práctica, está fijado al Dólar estadounidense. Desde noviembre de 1997, se ha establecido una tasa de cambio alrededor de 3,6725 AED = 1 USD.

## Monedas
En 1973, se acuñaron monedas de 1, 5, 10, 25, 50 fils, y 1 dírham. Las monedas de 1, 5 y 10 fils se acuñaron en bronce, y las denominaciones más altas en cuproníquel. Las monedas fraccionarias eran del mismo tamaño y composición que las del rial catarí. En 1995, las monedas de 1, 5 y 10 fils vieron reducido su tamaño, al igual que la moneda de 1 dírham, que pasó a tener el mismo diámetro que la antigua moneda de 50 fils. Además, la moneda de 50 fils se acuñó con forma de heptágono y también redujo su tamaño.
| Denominación | Emisión   | Metal | Canto    | Diámetro (mm) | Masa (g) | Anverso                                              | Reverso                                                  |
| ------------ | --------- | ----- | -------- | ------------- | -------- | ---------------------------------------------------- | -------------------------------------------------------- |
| 1 Fil        | 1973-1989 | Cu+Zn | Liso     | 15,00         | 1,50     | Palmeras - año de acuñación                          | فلس ١ - UNITED ARAB EMIRATES - الإمارات العربيّة المتّحدة  |
| 5 Fils       | 1973-1989 | Cu+Zn | Liso     | 22,00         | 3,70     | Lethrinus nebulosus - año de acuñación               | فلس ٥ - UNITED ARAB EMIRATES - الإمارات العربيّة المتّحدة  |
| 10 Fils      | 1973-1989 | Cu+Zn | Liso     | 27,00         | 7,60     | Dhow - año de acuñación                              | فلس ١٠ - UNITED ARAB EMIRATES - الإمارات العربيّة المتّحدة |
| 25 Fils      | 1973-1995 | Cu+Ni | Estriado | 20,00         | 3,50     | Gacela de arena árabe - año de acuñación             | فلس ٢٥ - UNITED ARAB EMIRATES - الإمارات العربيّة المتّحدة |
| 50 Fils      | 1995      | Cu+Ni | Liso     | 21,00         | 4,41     | Torres de perforación de petróleo - año de acuñación | فلس ٥٠ - UNITED ARAB EMIRATES - الإمارات العربيّة المتّحدة |
| 1 Dírham     | 1995-     | Cu+Ni | Estriado | 24,00         | 6,34     | Dallah, cafetera árabe - año de acuñación            | درهم ١ - UNITED ARAB EMIRATES - الإمارات العربيّة المتّحدة |

Desde 1976 el Banco Central de los EAU acuñado varias monedas conmemorativas que celebran acontecimientos diferentes y también representan bustos de jeques y reyes de los Emiratos Árabes Unidos. 

### Fraude
En agosto de 2006 se anunció públicamente que la moneda filipina de un peso era del mismo tamaño que un dírham, y que estaba siendo usada dentro del país ilegalmente en máquinas expendedoras. Esta práctica también se ha detectado con monedas de 10 centavos australianos, 5 rupias pakistaníes o 1 dírham marroquí.

## Billetes
En 1973, el Consejo Monetario de los Emiratos Árabes Unidos introdujo billetes con las denominaciones de 1, 5, 10, 50, 100 y 1.000 dírhams. Una segunda serie de billetes fue presentada en 1982, que eliminó las denominaciones de 1 y 1.000 dírhams. En 1983 se emitieron los billetes de 500 dírhams, seguidos de los 200 dírhams en 1989. La denominación de 1.000 dírhams se implantó de nuevo en el año 2000. Todos los billetes de la serie de 1982 se encuentran en circulación y son utilizados frecuentemente en todas sus denominaciones.
Los textos del anverso están escritos en árabe al igual que los números; los textos del reverso aparecen impresos en inglés y con números occidentales. 
| Denominación  | Color predominante | Imagen del anverso | Imagen del reverso |
| ------------- | ------------------ | ------------------ | ------------------ |
| 5 Dírhams     | Rosa/Naranja       |                    |                    |
| 10 Dírhams    | Verde              |                    |                    |
| 20 Dírhams    | Azul               |                    |                    |
| 50 Dírhams    | Violeta            |                    |                    |
| 100 Dírhams   | Rosa               |                    |                    |
| 200 Dírhams   | Marrón/Verde       |                    |                    |
| 500 Dírhams   | Azul               |                    |                    |
| 1.000 Dírhams | Azul/Verde         |                    |                    |

El 7 de diciembre de 2021, se lanzó un billete de polímero de 50 Dhs rediseñado para conmemorar el jubileo de oro del país el 2 de diciembre de 2021, lo que lo convierte en el primer billete de polímero de los EAU. El 21 de abril de 2022 se introdujeron nuevos billetes de polímero de 5 y 10 Dhs, el de 1000 Dhs se lanzó en el primer semestre de 2023 y el billete de 500 Dhs se presentó el 30 de noviembre de 2023.
| Denominación  | Color predominante | Imagen del anverso | Imagen del reverso |
| ------------- | ------------------ | ------------------ | ------------------ |
| 5 Dírhams     | Naranja            |                    |                    |
| 10 Dírhams    | Verde              |                    |                    |
| 50 Dírhams    | Gris               |                    |                    |
| 500 Dírhams   | Azul               |                    |                    |
| 1.000 Dírhams | Marrón             |                    |                    |